# 鈴木淑夫
鈴木 淑夫（すずき よしお、1931年（昭和6年）10月12日 - ）は、日本のエコノミスト・政治家。
元衆議院議員 （2期）。経済学博士（東京大学）。鈴木政経フォーラム代表。公益財団法人日本国際フォーラム政策委員。

## 人物
父鈴木一平は大修館書店創業者。3代目社長の鈴木敏夫（1987年（昭和62年）没）と、4代目の鈴木荘夫（2009年（平成21年）没）が兄にあたる。末弟の鈴木康司はフランス文学者、中央大学学長。
日本銀行、また野村総合研究所時代はエコノミストとして、また政治家になってからは新進党の小沢一郎党首の下で「明日の内閣」の大蔵経済企画大臣をつとめるなど、経済政策の提言を積極的に行った。
『金融政策の効果』で第10回日経・経済図書文化賞を受賞。

## 経歴
- 1931年（昭和6年） - 鈴木一平の4男として東京府（現・東京都千代田区）に生まれる。
- 1944年（昭和19年） - 東京高等師範学校附属国民学校（現・筑波大学附属小学校）卒業。
- 1948年（昭和23年） - 東京高等師範学校附属中学校（現・筑波大学附属中学校）卒業。（特別科学学級在籍）
- 1951年（昭和26年） - 東京教育大学附属高等学校（現・筑波大学附属高等学校）卒業。

附属中高の同期には、藤井裕久（財務大臣）、小林信彦（小説家）、中江陽三（NHKアナウンサー）、吉田庄一郎（ニコン会長）などがいた。
- 1955年（昭和30年） - 東京大学経済学部卒業。
- 1955年（昭和30年） - 日本銀行入行、札幌支店[2]。
- 1967年（昭和42年） - ロンドン駐在[2]。
- 1976年（昭和51年） - 調査局内国調査課長[2]。
- 1977年（昭和52年） - 松本支店長。
- 1984年（昭和59年） - 日本銀行金融研究所所長。
- 1988年（昭和63年） - 日本銀行理事。
- 1991年（平成3年） - 野村総合研究所理事長に就任。
- 1996年（平成8年） - 新進党から第41回衆議院議員総選挙に立候補し当選（比例東海ブロック）。
- 2000年（平成12年） - 自由党から第42回衆議院議員総選挙に立候補し当選（東京6区で落選し、重複立候補していた比例東京ブロックで復活当選）。
- 2003年（平成15年） - 民主党から第43回衆議院議員総選挙に立候補し落選（比例東京ブロック）。

## 栄典
- 旭日中綬章 - 2004年（平成16年）受章。